# Farbkontrollstreifen

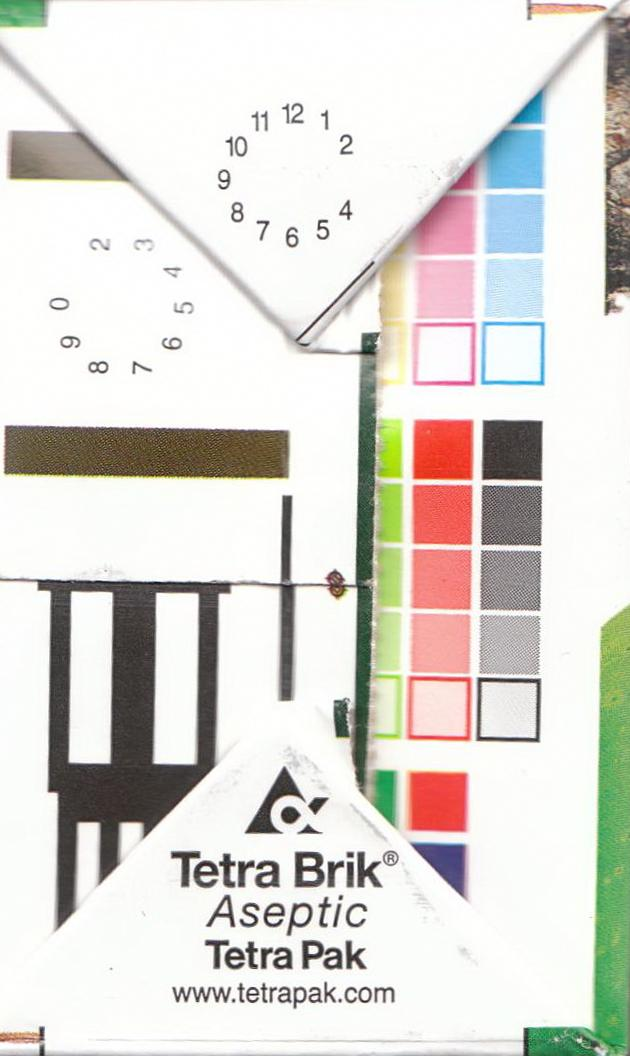
Farbkontrollstreifen auf der Unterseite eines TetraBrik

Der Farbkontrollstreifen dient in der Drucktechnik der Überprüfung, dass trotz des Farbabfalls die Mindestfarbschichtdicke an allen Stellen des Druckerzeugnisses erreicht wird.
Der Farbkontrollstreifen wird nicht beim Setzen, sondern erst in der Druckerei hinzugefügt.
Auf Milchtüten findet man häufig einen Farbkontrollstreifen, wenn man die unteren beiden Ecken aufklappt. Auch auf der Farbbeilage von Tageszeitungen ist er zu finden.